# Bit Shaalli
Bit Shaalli o Bit Sa'alli o Bit Saalli va ser una tribu aramea de Babilònia (una tribu caldea com eren anomenats els arameus a Babilònia) que va formar un estat que portava el seu nom. Devia estar a l'est o nord-est de Bit-Amukkani però la seva situació precisa és desconeguda. Els caldeus unes tribus semi-sedentàries i seminòmades, a la meitat del segle ix aC van fundar sis estats a l'antic país de Sumer, amb fronteres que van variar al llarg del temps, que s'estenien fins al golf Pèrsic.
Teglatfalassar III en el seu camí cap a Bit Amukkani, va enfrontar als caldeus de Bit Shilani i tot seguit va entrar a la ciutat de Zakiru, de la tribu de Sa'alli o Bit Shaalli, i va assolar el seu territori. Va capturar i executar els seus cabdills i va deportar els seus habitants, cosa que va representar un moviment d'unes 120.000 persones. Quan va caure Bit Amukkani, els altres regnes arameus es van sotmetre als assiris, especialment Bit Dakkuri i el País de la Mar, que van pagar tributs a Teglatfalassar.